# Andrij Chomyn (1968–1999)
Andrij Romanowycz Chomyn, ukr. Андрій Романович Хомин, ros. Андрей Романович Хомин, Andriej Romanowicz Chomin (ur. 24 maja 1968 w Iwano-Frankowsku, zm. 29 września 1999 w Iwano-Frankowsku) – ukraiński piłkarz, grający na pozycji obrońcy, reprezentant Ukrainy oraz Turkmenistanu.

## Kariera piłkarska
W 1988 zaczął występować w miejscowej drużynie Prykarpattia Iwano-Frankowsk, skąd trafił do Metalista Charków. W latach 1989–1994 występował z powrotem w Prykarpattia Iwano-Frankowsk. W 1994 był zaproszony do Dynama Kijów, z którym odnosił największe sukcesy: Mistrzostwo Ukrainy w 1995 i 1996 oraz puchar krajowy w 1996. Po sezonie występów w Prykarpatti Iwano-Frankowsk, w 1997 przeszedł najpierw do Worskły Połtawa, a potem do Köpetdagu Aszchabad. W 1999 ponownie wrócił do Prykarpattia. 29 września 1999 zginął w wypadku samochodowym około Iwano-Frankowska, w wieku 31 lat.

### Kariera reprezentacyjna
16 października 1993 zadebiutował w reprezentacji Ukrainy w spotkaniu towarzyskim z USA wygranym 2:1. Łącznie zaliczył 6 gier reprezentacyjnych. Również w 1998 rozegrał 2 spotkania w reprezentacji Turkmenistanu.

## Sukcesy

### Sukcesy klubowe
- mistrz Ukrainy: 1995, 1996
- zdobywca Pucharu Ukrainy: 1996